# Chico Freeman
Chico Freeman   (Chicago, 17 de juliol de 1949) és un saxofonista tenor i trompetista de jazz modern. Va començar a gravar com a músic principal el 1976 amb "Morning Prayer", va guanyar el "New York Jazz Award" el 1979 i va guanyar el disc "Stereo Review" de l'any el 1981 pel seu àlbum The Outside Within.

## Biografia
Chico Freeman, es fill del saxofonista tenor de jazz Von Freeman. El seu oncle George Freeman tocava la guitarra, i el seu oncle Bruz Freeman tocava la bateria. Freeman va prendre classes de piano quan era nen i el seu germà Everett va conèixer la trompeta, quan va trobar una trompeta al soterrani de la família. Freeman va començar a tocar, inspirat en artistes com Miles Davis i el seu àlbum Kind of Blue. Va anar a la Universitat Northwestern el 1967 amb una beca per a matemàtiques i va tocar la trompeta a l'escola, però no va començar a tocar el saxo fins al seu primer any. Després de practicar de vuit a deu hores al dia i provar-se a la secció de saxo, Freeman va canviar ràpidament la seva especialització a la música i es va graduar el 1972. En aquell moment ja era expert en saxo, trompeta i piano.
Després de graduar-se, Freeman va ensenyar a l'Escola de Música de l'Associació per a l'Avançament de Músics Creatius de Chicago, i va començar a prendre classes com a estudiant de postgrau a la "Governors State University", obtenint un màster en composició i teoria. Encara que la major part de la formació musical de Freeman havia estat en el jazz, en aquest moment va començar a involucrar-se també en la música blues. Va començar a tocar en clubs locals de Chicago amb artistes com Memphis Slim i Lucky Carmichael.

## Carrera
El 1976 es va publicar el primer àlbum de Freeman com a músic principal, Morning Prayer. L'any següent es va traslladar a la ciutat de Nova York i va ampliar les seves influències musicals. Els anys següents serien els més productius de la seva carrera, produint àlbums com No Time Left, Tradition in Transition i The Outside Within; l'últim dels quals li va valer el rècord de l'any de "Stereo Review".
Va arribar a ser destacat a finals de la dècada de 1970 com a part d'un moviment que inclou Wynton Marsalis de músics moderns impregnats de les tradicions del jazz, gravant per a segells independents com "India Navigation" i "Contemporary Records". Els àlbums de Freeman contenen estàndards i composicions de modernistes com John Coltrane, així com noves cançons de Freeman i els seus contemporanis com el baixista Cecil McBee. La formació del seu àlbum de 1981 Destiny's Dance inclou Wynton Marsalis, Bobby Hutcherson, Cecil McBee (aquestes dues composicions contribuents), amb Freeman tocant el saxo tenor i el clarinet baix. Freeman va formar la banda Guataca i va llançar Oh By the Way... l'any 2002. Freeman ha realitzat gires internacionals, tant amb la seva banda com amb Chaka Khan, Tomasz Stanko, Celia Cruz i Tito Puente. Entre els membres de Guataca hi ha Hilton Ruiz, Rubén Rodríguez, Yoron Israel i Giovanni Hidalgo.
El 1989, va formar una banda elèctrica anomenada "Brainstorm", formada per ell mateix, Delmar Brown (veu i teclats), Norman Hedman (percussió), Chris Walker (baixista), Archie Walker (bateria).
El 1998, Freeman va produir un àlbum per a Arthur Blythe anomenat NightSong, i el 1999 va començar a ensenyar a la The New School.

## Discografia
- Article principal: Discografia de Chico Freeman

| - Morning Prayer (1976) - Chico (1977) - Beyond the Rain (1978) - Kings of Mali (1978) - The Outside Within (1978) | - Spirit Sensitive (1979) - No Time Left (1979) - Peaceful Heart, Gentle Spirit (1980) - Destiny's Dance (1981) - Focus (1995) |